# Дорота Нєзнальська
Дорота Аліція Нєзнальська (пол. Dorota Alicja Nieznalska; нар. 19 вересня 1973, Ґданськ) — польська художниця і скульпторка.
Скандальна інсталяція «Пристрасть» (пол. Pasja; 2002), в якій зображення пеніса було розміщено на металевому грецькому хресті, спричинила помітний скандал, оскільки польські консервативні католики засудили її як аморальну та богохульну. Колективна виставка, на якій була представлена інсталяція, була закрита владою, а сама Нєзнальська зіткнулася з юридичними звинуваченнями через нібито порушення положення польського кримінального кодексу, що забороняє богохульство.
Скульпторці вдалося відстояти обвинувачення у богохульстві після сприятливого рішення апеляційного суду у 2009 році.

## Біографія

### Раннє життя
Дорота Аліція Нєзнальська народилася у побожній родині в Ґданську в 1973 році. Виросла в районі Триміста Ґданськ-Ґдиня-Сопот, освіту здобула в художній середній школі в Ґдині-Орлово. Вступила до Ґданської академії мистецтв на факультет скульптури у 1993 році, через рік після своєї першої персональної виставки у рідному місті. Викладачами образотворчого мистецтва були професори Францішек Душенко та Ґжеґож Кламан. Нєзнальська закінчила академію в 1999 році та виставила низку студентських робіт («Запліднення», 1997; «Принцип задоволення», 1998; «Відпущення гріхів», 1999) у 1990-х роках. Згодом вона брала участь у трьох великих виставках у Ґданську, Варшаві та Білостоці у 2000 та 2001 роках.

### «Пристрасть»
Звинувачення у богохульстві були висунуті проти Нєзнальської після виставки, на якій була представлена робота 2002 року «Пристрасть» (пол. Pasja) — художня інсталяція, присвячена темам маскулінності та страждання. Інсталяція була представлена в експериментальній галереї «Виспа» у Ґданську, пов'язаній з академією, і складалася з двох елементів: великий грецький хрест, виготовлений з металу, був підвішений до стелі галереї та накритий; його центр був заповнений зображенням чоловічих кульшів, стегон і пеніса. Позаду хреста увагу глядача привертало велике відео, на екран якого зверху проєктувалося обличчя і плечі чоловіка, що гримасує під час підняття ваги. Неможливість глядача розгледіти тіло чоловіка, оскільки інші частини його тіла були відрізані від екрана, створювала ефект невизначеності щодо діяльності чоловіка на екрані, припускаючи, що відчуття муки могло бути наслідком інших видів діяльності. У подальшій полеміці інсталяція буде описана як така, що зображає «пеніс Христа».

### Юридичні звинувачення в богохульстві
Ґданські активісти правої Ліги польських родин звернулися до місцевої влади з проханням порушити судову справу після того, як на телебаченні з'явилися кадри з виставки. Скарги на «Пристрасть» призвели до того, що 2 березня 2002 року Нєзнальську викликали до місцевої поліції. Праві депутати міської ради швидко закрили виставку, а молода художниця, яка наполягала на тому, що її наміром було зосередитися на «культі чоловічого тіла», стала відповідачем у судовому процесі щодо ймовірного порушення нею кримінального кодексу. Після подальшого втручання Ліги польських родин виставки, що мали відбутися у Слупську та Оструві-Великопольському, були скасовані. Члени націоналістичної молодіжної групи «Всепольська молодь» погрожували «вішати таких художниць» і «голити їм голови, як Армія Крайова робила з жінками, які мали близькі стосунки з німцями».
Після завершення першого судового процесу у 2003 році суд визнав Нєзнальську винною в «образі релігійних почуттів», що є порушенням заборони на богохульство, передбаченої статтею 196 Кримінального кодексу. Суддя Томаш Зелінський заперечив, що твір Незнальської має право на особливий конституційний захист як об'єкт мистецтва, заявивши, що «той факт, що твір знаходиться в межах мистецтва, не має ніякого значення для того, чи може він образити почуття інших людей». Суд призначив Нєзнальській шість місяців неоплачуваних громадських робіт. Прокурор спочатку вимагав покарання у вигляді штрафу в розмірі 2000 злотих, але суд вирішив збільшити покарання. Суддя Зелінський додатково заборонив Нєзнальській виїжджати за межі країни. Присутні під час винесення вироку місцеві депутати Ліги польських родин аплодували, висловлюючи своє схвалення.
Суперечки навколо інсталяції Нєзнальської, що розгорілися вже під час першого судового процесу, не вщухали й під час апеляції. У редакційній статті без підпису в польському англомовному щомісячнику «The Warsaw Voice», що виходив незабаром після винесення першого вироку, підбиваючи підсумки судової справи як битви між лівими та правими — хоча і «першої у своєму роді» для сучасної Польщі — Нєзнальська була названа «позбавленою смаку провокаторкою, яка прикриває відсутність справжнього таланту епатажною тактикою» і наводить думку Францішека Старовейського, «одного з найвідоміших польських скульпторів, який сам досить прихильно ставиться до нетрадиційних робіт», який «ще до початку судового процесу заявив, що винна не художниця-початківець, а куратор галереї у Ґданську». На думку Старовейського, інсталяція Нєзнальської була настільки низького художнього рівня, що її не можна було виставляти. Багато інших відомих художників, не схвалюючи вирок, погодилися з тим, що якби не скандал, роботи Нєзнальської «мали б мало шансів потрапити до респектабельних галерей». Колишній президент Лех Валенса виступив проти Нєзнальської та підтримав жорстку позицію, стверджуючи, що вирок художниці був недостатньо суворим. Професори образотворчого мистецтва, які підтримували виставки у «Виспі», вирішили спокутувати помилку, закривши галерею.
Ліберальніші верстви польського суспільства виступили на підтримку права скульптора на вільне мистецьке самовираження. Лист протесту, підписаний близько 1500 художниками, професіоналами та іншими небайдужими громадянами, захищав «громадянські свободи» та мистецтво як «одну сферу» «свободи, помилок, відмінностей». У статті Анджея Осенки для ліберальної «Газети Виборчої» справа Нєзнальської порівнюється з конфліктом 2005 року між «Jyllands-Posten» у Данії, зазначаючи, що в той час, як данська газета не зазнала жодних юридичних наслідків через публікацію карикатури, що свідомо ображала мусульманську віру, попри гучні протести мусульманських громад по всьому світу, справа Нєзнальської призвела до кампанії правового залякування через недосконале законодавство та покірність суддів політичним діячам. Мистецтвознавець Університету Адама Міцкевича Павел Лешкович порівняв Нєзнальську з Аліцією Зебровською та Катажиною Козирою, двома іншими художницями, які зазнали нападів за аморальні роботи в 1990-х роках.
Двоє колишніх співробітників «Виспи» — куратор Анета Шилак і директор Ґжеґож Кламан, колишній викладач Нєзнальської, — писали, що хоча «ще з часів Платона академія була місцем для інтелектуального та мистецького дискурсу», цей принцип «був порушений, коли галерея закрилася... Через те, що вона мала сміливість показати „Пристрасть“, Нєзнальська втратила стипендії та субсидії; вона зазнала стигматизації та цензури... Ефектна політична фікція — це типова маркетингова стратегія [Ліги польських родин], і суддя вчинив саме так, як вони цього хотіли».
У червні 2009 року Нєзнальська була виправдана після важкого процесу і численних апеляцій. Газета Виборча привітала це рішення як «тост за свободу».
Європейська гуманістична федерація стверджує, що польська прокуратура намагалася відновити цю справу у 2010 році. Польські ЗМІ заперечували, що Нєзнальську чекає третій судовий процес, підкреслюючи, що виправдувальний вирок є обов'язковим до виконання.

## Нєзнальська та Україна
Дорота Нєзнальська у 2023 році створила інсталяцію «Життєвий простір» (нім. Lebensraum), якою висловила підтримку Україні в період широкомасштабного вторгнення Росії.